# Lâmpada de querosene

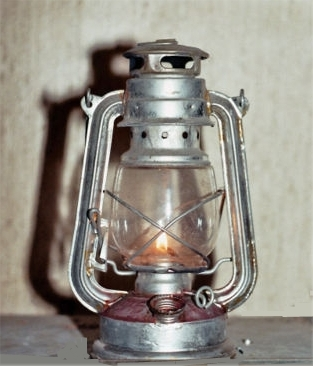
Lâmpada de querosene portátil

A lâmpada de querosene, chamada também de lamparina de querosene e em algumas regiões do Brasil como lampião a querosene e em Portugal como candeeiro de petróleo ou candeeiro a petróleo é qualquer tipo de dispositivo de iluminação que usa querosene (quimicamente uma parafina, distinta da cera de parafina) como combustível. Existem dois tipos principais de lâmpada de querosene que trabalham de formas diferentes, a "lâmpada a pavio" e "Lâmpada à pressão".
A lâmpada de querosene foi descrita primeiramente por Rasis no século IX em Bagdá, que se referiu a ela como a "naffatah" em seu Kitab al-Asrar (Livro dos Segredos). Versões modernas da lâmpada de querosene foram construídas mais tarde pelo inventor polonês Ignacy Łukasiewicz em 1853 em Lviv e por Robert Edwin Dietz dos EUA na mesma época. A questão sobre a primazia das versões destes dois inventores da lâmpada continua por ser resolvida.